# Gabriela Voleková
Gabriela Voleková [ɡabrɪela ˈʋɔlekɔʋa] (* 10. März 1981) ist eine ehemalige slowakische Tennisspielerin.

## Karriere
Bereits in als Juniorin konnte Gabriela Voleková erste Erfolge erreichen und zeigte dabei ihr Talent im Doppel. So konnte sie 1996 gemeinsam mit der Ungarin Zsófia Gubacsi den Doppelwettbewerb der Copa del Cafe und mit der Slowakin Andrea Šebová die World Super Junior Tennis Championships gewinnen. Zwei Jahre später nahm sie mit der Slowenin Tina Hergold bei der Wimbledon Championships und bei den US Open am Doppel-Wettbewerb der Juniorinnen teil. Bei beiden Wettbewerben konnten das Duo das Halbfinale erreichen.
Bereits während ihrer Zeit als Juniorin debütierte Gabriela Voleková auf dem ITF Women’s Circuit bei dem ITF-$10.000-Turnier in Nitra im Jahr 1996. Im Einzel konnte sie sich über die Qualifikation für das Hauptfeld qualifizieren, scheiterte dort aber bereits in der ersten Runde. Sie startete zudem im Doppel mit ihrer Landsfrau Zuzana Váleková und konnte das Finale erreichen, wo man einem bulgarisch/russischen Duo unterlag. Während sie im Einzel keinen Titel auf der Tour gewinnen konnte, errang sie im Doppel insgesamt drei Titel auf dem ITF Women’s Circuit. Ihren ersten Titel sicherte sie sich dabei beim ITF-$10.000-Turnier in Querétaro, wo sie gemeinsam mit der Kolumbianerin Milagros Sequera im Finale gegen ein brasilianisches Duo gewannen. Den wohl bedeutendsten Sieg erlange Gabriela Voleková auch mit Milagros Sequera und zwar bei ITF-$25.000-Turnier in Coatzacoalcos, wo man im Finale auch ein brasilianisches Duo bezwang. Ihr letztes Turnier auf dem ITF Women’s Circuit absolvierte sie im Jahr 2004 beim ITF-$25.000-Turnier in Redding. Dort unterlag sie aber bereits in der ersten Runde einer US-Amerikanerin.
Neben den Auftritten auf dem ITF Women’s Circuit nahm sie auch bei Wettbewerben auf der WTA Tour teil. Ihr Debüt gab sie dabei beim Eurotel Slovak Indoors 1999 in Bratislava. Sowohl im Einzel als auch im Doppel mit Zsófia Gubacsi schied sie aber bereits in der ersten Runde der Qualifikation aus. Auch bei den anderen Wettbewerbsteilnahmen auf der WTA Tour kam sie nie über die Qualifikationsrunde hinaus. Ferner durfte sie auch erstmals 2001 bei einem Grand-Slam-Turnier an der Qualifikation teilnehmen. Bei den US Open 2001 traf sie dabei in der ersten Runde der Qualifikation auf die Italienerin Antonella Serra Zanetti und schied in zwei Sätzen aus. Auch bei den Australian Open 2002 und den US Open 2003 kam sie nicht über die erste Runde der Qualifikation hinaus.

## Erfolge
| Nr. | Datum             | Turnier       | Kategorie   | Belag     | Partnerin           | Finalgegnerinnen                    | Ergebnis      |
| --- | ----------------- | ------------- | ----------- | --------- | ------------------- | ----------------------------------- | ------------- |
| 1.  | 5. September 1999 | Querétaro     | ITF $10.000 | Sand      | Milagros Sequera    | Joana Cortez Carla Tiene            | 4:6, 6:3, 6:4 |
| 2.  | 7. Mai 2000       | Coatzacoalcos | ITF $25.000 | Hartplatz | Milagros Sequera    | Joana Cortez Miriam D’Agostini      | 4:6, 6:3, 7:5 |
| 3.  | 25. März 2013     | Guayaquil     | ITF $10.000 | Sand      | Candice De La Torre | Marcela Evangelista Priscila Ortega | 6:3, 6:4      |